# 克卢昂日
克卢昂日（法語：Clouange，法語發音：[kluɑ̃ʒ]；洛林法兰克语：Kluéngen）是法国摩泽尔省的一个市镇，位于该省西北部，属于蒂永维尔区。

## 地理
克卢昂日（49°15'43"N, 6°5'49"E）面积3.01 平方千米，位于法国大東部大區摩泽尔省，该省份为法国东北部内陆省份，是洛林的一部分，西南接默尔特-摩泽尔省，东临下莱茵省，北与卢森堡和德国接壤。
与克卢昂日接壤的市镇（或旧市镇、城区）包括：龙巴、罗斯朗日、奥恩河畔维特里。

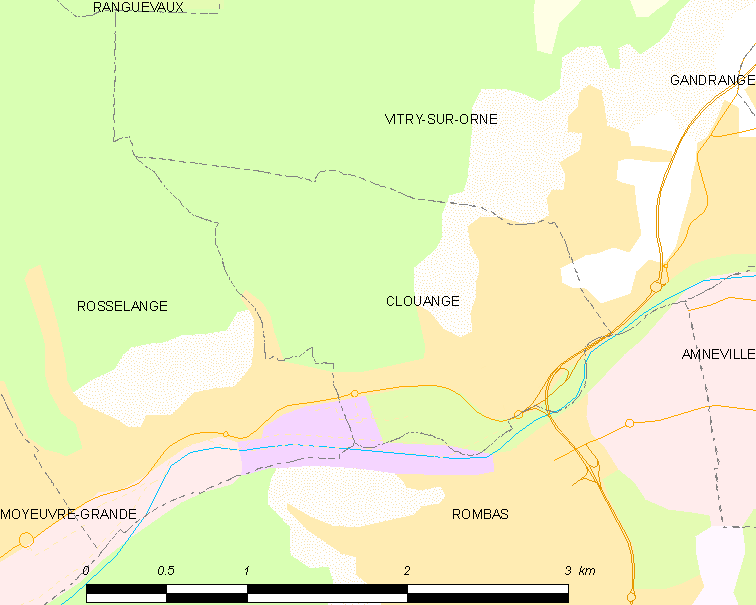
克卢昂日的OSM定位图

克卢昂日的时区为UTC+01:00、UTC+02:00（夏令时）。

## 行政
克卢昂日的邮政编码为57185，INSEE市镇编码为57143。

## 政治
克卢昂日所属的省级选区为阿扬日县。

## 人口

1962-2008年间克卢昂日人口变化图示

克卢昂日于2022年1月1日时的人口数量为3591人。